# Christian Dalle Mura
Christian Dalle Mura, né le 2 février 2002 à Pietrasanta en Italie, est un Footballeur italien, qui évolue au poste de défenseur central au Ternana Calcio, en prêt de l'ACF Fiorentina.

## Carrière

### En club
Formé à l'ACF Fiorentina, Christian Dalle Mura est appelé pour la première fois dans le groupe professionnel pour le match face à la Juventus de Turin, le 2 février 2020, jour de ses 18 ans,. Débutant la rencontre sur le banc, il n'entre toutefois pas en jeu durant cette rencontre où la Fiorentina est battue par trois buts à zéro.
Le 20 août 2021, Christian Dalle Mura est prêté pour une saison à l'US Cremonese. Ne jouant aucun match avec ce club, la Fiorentina met fin au prêt en janvier 2022. Dans la foulée Dalle Mura est de nouveau prêté, cette fois au Pordenone Calcio jusqu'à la fin de la saison.
Le 30 juin 2022, Christian Dalle Mura est prêté à la S.P.A.L. pour une saison.
Le 31 janvier 2024, lors du mercato hivernal, Christian Dalle Mura est prêté jusqu'à la fin de la saison au Ternana Calcio.

### En équipe nationale
Avec l'équipe d'Italie des moins de 17 ans, il participe au championnat d'Europe des moins de 17 ans en 2019 qui se déroule en Irlande. Il est titulaire lors de cette compétition où il joue cinq matchs. Son équipe atteint la finale face aux Pays-Bas. Il participe à cette rencontre mais l'Italie s'incline ce jour-là (4-2).
En novembre 2022, Dalle Mura est convoqué pour la première fois avec l'équipe d'Italie espoirs.

## Palmarès

### En sélection
- Finaliste du championnat d'Europe des moins de 17 ans en 2019 avec l'équipe d'Italie des moins de 17 ans.